# Носково (Західнопоморське воєводство)
Носково (пол. Noskowo) — село в Польщі, у гміні Славно Славенського повіту Західнопоморського воєводства.
Населення — 483 особи (2011).
У 1975-1998 роках село належало до Слупського воєводства.

## Демографія
Демографічна структура станом на 31 березня 2011 року:
|          | Загалом | Допрацездатний вік | Працездатний вік | Постпрацездатний вік |
| -------- | ------- | ------------------ | ---------------- | -------------------- |
| Чоловіки | 239     | 41                 | 182              | 16                   |
| Жінки    | 244     | 60                 | 147              | 37                   |
| Разом    | 483     | 101                | 329              | 53                   |